# Günther Jakobs
Günther Jakobs (* 26. Juli 1937 in Mönchengladbach) ist ein deutscher Rechtswissenschaftler, Rechtsphilosoph und emeritierter Professor für Strafrecht, Strafprozessrecht und Rechtsphilosophie. In Fachkreisen gilt Günther Jakobs als Vertreter eines funktionalistischen Ansatzes, der sich gegen ein naturalistisches Verständnis strafrechtlicher Grundbegriffe und Wirkungen wendet und sie als gesellschaftliche Vorgänge begreift. Insbesondere vertritt er eine Theorie der positiven Generalprävention, bei der durch die Strafe vor allem die Geltung der – durch die Tat in Frage gestellten – Norm bestätigt werden soll. Einer breiteren wissenschaftlichen Öffentlichkeit wurde er vor allem durch seine Analyse des umstrittenen Feindstrafrechts bekannt.

## Leben
Nach dem Studium der Rechtswissenschaft in Köln, Kiel und Bonn wurde Günther Jakobs 1967 an der Universität Bonn mit einer Dissertation zur strafrechtlichen Konkurrenzlehre promoviert. 1971 habilitierte er sich, ebenfalls in Bonn, bei Hans Welzel mit einer Arbeit über das fahrlässige Erfolgsdelikt und wurde im folgenden Jahr auf seinen ersten Lehrstuhl an der Universität Kiel berufen. 1976 folgte er einem Ruf an die junge Universität Regensburg, deren juristischer Fakultät er im nächsten Jahrzehnt gemeinsam mit Kollegen wie Peter Landau, Dieter Medicus, Dieter Schwab und Udo Steiner zu gefestigtem wissenschaftlichem Ansehen verhalf. 1986 kehrte er an die Universität Bonn zurück, wo er als Direktor des Rechtsphilosophischen Seminars und Mitdirektor des Strafrechtlichen Instituts bis zu seiner Emeritierung im Sommer 2002 lehrte. Schüler sind u. a. Michael Pawlik, Heiko Lesch und Bernd Müssig.
Günther Jakobs ist Mitglied der Bayerischen und der Nordrhein-Westfälischen Akademie der Wissenschaften sowie Mitherausgeber der Zeitschrift für die gesamte Strafrechtswissenschaft (ZStW).

## Werk
Schwerpunkte des wissenschaftlichen Werks von Günther Jakobs sind die Grundlagen des Strafrechts, speziell die Strafzwecke, die Zurechnungslehre und der Schuldbegriff. Mit einzelnen Straftatbeständen aus dem Besonderen Teil des deutschen Strafgesetzbuchs (StGB) hat er sich näher befasst, soweit sie ihm dogmatisch unklar bzw. von der Rechtsprechung widersprüchlich interpretiert erschienen, wie etwa die Nötigung (§ 240 StGB) und die Urkundenfälschung (§ 267 StGB).
In seinem Lehrbuch zum Allgemeinen Teil des deutschen Strafgesetzbuchs, in Monographien und zahlreichen Aufsätzen entwickelte Jakobs Elemente einer Strafrechtstheorie, die sich als Funktionalismus bezeichnen lässt. Sie geht von der Annahme aus, strafrechtliche Schuld sei nicht ontologisch begründbar oder allein aus einem fiktiven Gesellschaftsvertrag herzuleiten, sondern eine Frage sozialer Notwendigkeit mit dem Ziel, das Recht als verbindliches Orientierungsmuster zu schützen. Während G. W. F. Hegel die Strafe als „Negation der Negation“ des Rechts zwecks dessen Wiederherstellung begriff, wird in Jakobs’ auf den ersten Blick ähnlichem Modell auch die gesellschaftliche Bedingtheit des Rechts selber (als „Erledigung des Konfliktes durch Zurechnung“) sichtbar. Dies wirft allerdings, ähnlich wie Hans Kelsens „Reine Rechtslehre“, die Frage auf, welchen ethischen Mindestanforderungen das Recht genügen muss, um Geltung beanspruchen zu können.
Eine strafrechtlich relevante Handlung ist nach Jakobs ein objektiviertes Nichtanerkennen der Normgeltung. Die Frage nach der Willensfreiheit des Straftäters sei falsch gestellt, denn: „Das Strafrecht kennt die Kategorie nicht, in die das Problem der Willensfreiheit gehört.“ Stattdessen schlägt Jakobs vor, den Schuldvorwurf aus einer „Zuständigkeit“ des Täters für dessen normwidriges Verhalten herzuleiten; hierfür soll es ausreichen, dass kein rechtlich akzeptierter Grund vorlag, der den Täter daran hinderte, sich für ein normgerechtes Verhalten zu entscheiden.
Eine heftige Kontroverse weit über die juristische Fachwelt hinaus entfachte Günther Jakobs mit seiner erstmals 1985 formulierten und sodann 1999 weiter ausgeführten Unterscheidung zwischen „Bürgerstrafrecht“ und „Feindstrafrecht“. Jakobs stellt fest, das geltende Strafrecht behandle, etwa in Gestalt der Sicherungsverwahrung (§ 61 Nr. 3 und § 66 StGB) und der Strafbarkeit der bloßen Mitgliedschaft in einer terroristischen Vereinigung (§ 129a StGB), Feinde des Rechts anders als seine grundsätzlich rechtstreuen Bürger: „Bürgerstrafrecht erhält die Normgeltung, Feindstrafrecht (...) bekämpft Gefahren.“ Dies begründet Jakobs so: „Der prinzipiell Abweichende bietet keine Garantie personalen Verhaltens; deshalb kann er nicht als Bürger behandelt, sondern muß als Feind bekriegt werden.“ Nachdem diese Argumentation zunächst kaum Beachtung, jedenfalls keinen lauten Widerspruch gefunden hatte, entwickelte sich nach den Terroranschlägen vom 11. September 2001 eine Debatte um die Bewahrung rechtsstaatlicher Garantien im Kampf gegen den Terrorismus. Jakobs’ Position wurde nun in zahlreichen Beiträgen als im Kern totalitär verworfen, da sie auf die „Ersetzung von Recht durch Krieg“ hinauslaufe. Die Definition, wer als Feind zu betrachten sei, öffne einer Staatswillkür wie der des „Dritten Reiches“ Tür und Tor. Hiergegen hat Jakobs unter anderem eingewandt, als Feind verstehe er nicht den Andersartigen (hostis) wie der Staatstheoretiker Carl Schmitt, sondern den gefährlichen Verbrecher (inimicus). Dennoch fand Jakobs nur vereinzelt ungeteilte Zustimmung.
Zu der von Günther Jakobs prononciert beantworteten Frage nach den zulässigen Mitteln rechtsstaatlicher Selbstverteidigung hatte der spätere Präsident des Bundesverfassungsgerichts, Ernst Benda, im Jahr 1966 festgestellt: „Gegen den Notstand muß Vorsorge getroffen werden; aber das darf nicht so geschehen, daß hierdurch die freiheitlich demokratische Grundordnung, deren Schutz alle Verteidigungsmaßnahmen dienen sollen, verloren geht. Sonst könnte der Rechtsstaat (...) vielleicht nach außen erfolgreich verteidigt werden, würde aber zugleich im Inneren tödlich getroffen werden und müßte so auch dann untergehen (...).“ Die Diskussion um Günther Jakobs’ Thesen ist nicht abgeschlossen. Die Debatte für schlechthin unzulässig zu erklären, wäre schon deshalb nicht überzeugend, weil Jakobs, wie auch seine Gegner einräumen, etwas längst Existierendes beschreibt, dessen ethische Begründung keineswegs klar ist.
Als Strafrechtsdogmatiker und Philosoph hat Günther Jakobs die wissenschaftliche Diskussion auch in Spanien und Lateinamerika beeinflusst. Fast alle seine Bücher sowie viele Aufsätze sind in spanischen Übersetzungen verfügbar. Die rechtsphilosophische Studie Norm, Person, Gesellschaft ist zunächst auf Spanisch und erst anschließend auf Deutsch erschienen. Jakobs’ Beschreibung des Feindstrafrechts ist vor allem in Kolumbien, das sich seit langem in einem bürgerkriegsähnlichen Zustand befindet, auf Interesse, aber auch auf Kritik gestoßen.

## Ehrungen
Günther Jakobs’ internationales Wirken hat in diversen Gastprofessuren Anerkennung gefunden. Anlässlich seines 65. Geburtstags im Jahre 2002 veranstaltete die Universidad Externado de Colombia in Bogotá ein Symposium, dessen Beiträge im folgenden Jahr als Festschrift unter dem Titel El funcionalismo en derecho penal – Libro Homenaje al Profesor Günther Jakobs veröffentlicht wurden, und zeichnete ihn mit dem Titel „Profesor Honorario“ (Ehrenprofessor) aus. Den gleichen Titel verliehen ihm 2002 die Universidad Inca Garcilaso de la Vega in Lima und die Universidad Nacional de San Antonio Abad del Cusco (beide in Peru). 2005 erhielt er die Ehrendoktorwürde der Universidad de la Barra Nacional de Abogados, México D.F. Zu seinem 70. Geburtstag im Jahr 2007 erschien eine von 43 Autoren getragene Festschrift.

## Schriften (Auswahl)
deutschsprachig.
- Die Konkurrenz von Tötungsdelikten mit Körperverletzungsdelikten. (Dissertation), Bonn 1967
- Studien zum fahrlässigen Erfolgsdelikt. (Habilitationsschrift), Bonn 1971, Buchausgabe Berlin/New York 1972, ISBN 3-11-003889-7.
- Schuld und Prävention. Tübingen 1976, ISBN 3-16-638121-X
- (als Herausgeber:) Rechtsgeltung und Konsens. Berlin 1976, ISBN 3-428-03624-7
- Strafrecht, Allgemeiner Teil – Die Grundlagen und die Zurechnungslehre. Lehrbuch. Berlin/New York 1983, 2. Aufl. 1991, ISBN 3-11-011214-0, Studienausgabe 1993, ISBN 3-11-014193-0
- Der strafrechtliche Handlungsbegriff. München 1992, ISBN 3-406-37131-0.
- Das Schuldprinzip. Opladen 1993, ISBN 3-531-07319-2.
- Geschriebenes Recht und wirkliches Recht beim Schwangerschaftsabbruch. Bochum 1994, ISBN 3-927855-68-5.
- Die strafrechtliche Zurechnung von Tun und Unterlassen. Paderborn 1996, ISBN 3-506-70016-2; dass., Opladen 1996, ISBN 3-531-07344-3.
- Norm, Person, Gesellschaft – Vorüberlegungen zu einer Rechtsphilosophie. Berlin 1997, 2. Aufl. 1999, ISBN 3-428-09067-5.
- Tötung auf Verlangen, Euthanasie und Strafrechtssystem. München 1998, ISBN 3-7696-1599-9.
- Urkundenfälschung – Revision eines Täuschungsdelikts. Köln/Berlin/Bonn/München 2000, ISBN 3-452-24384-2.
- Staatliche Strafe – Bedeutung und Zweck. Paderborn/München/Wien/Zürich 2004, ISBN 3-506-71328-0.
- System der strafrechtlichen Zurechnung. Vittorio Klostermann, 2012.
- Theorie der Beteiligung. Mohr Siebeck, 2014.
- Kritik des Vorsatzbegriffs. Mohr Siebeck, 2020, ISBN 978-3-16-159489-2.

fremdsprachig
- La competencia por organización en el delito omisivo. Bogotá 1994, ISBN 958-616-217-6.
- Derecho penal, parte general. Madrid 1995, Neuauflagen 1997, 2001, ISBN 84-7248-398-3.
- ¿Ciencia del derecho: técnica o humanística? Bogotá 1996, ISBN 958-616-295-8.
- La autoría mediata con instrumentos que actúan por error como problema de imputación objetiva. Bogotá 1996, ISBN 958-616-294-X.
- La imputación objetiva en derecho penal. Bogotá 1994, ISBN 958-616-215-X; dass., Madrid 1999, ISBN 84-470-0658-1.
- La imputación penal de la acción y de la omisión. Bogotá 1996, ISBN 958-616-291-5.
- Sobre el injusto del suicidio y del homicidio a petición. Bogotá 1996, ISBN 958-616-259-1.
- Sociedad, norma, persona en una teoría de un derecho penal funcional. Bogotá 1996, ISBN 958-616-293-1.
- Estudios de derecho penal. Madrid 1997, ISBN 84-470-0905-X.
- El concepto jurídico penal de acción. Bogotá 1998, ISBN 958-616-232-X.
- Sobre la teoría de la pena. Bogotá 1998, ISBN 958-616-349-0.
- Sobre la génesis de la obligación jurídica. Bogotá 1999, ISBN 958-616-415-2.
- Suicidio, eutanasia y derecho penal. Valencia 1999, ISBN 84-8002-963-3.
- La ciencia del derecho penal ante las exigencias del presente. Bogotá 2000, ISBN 958-616-476-4.
- Acción y omisión en derecho penal. Bogotá 2000, ISBN 958-616-433-0.
- Injerencia y dominio del hecho. Bogotá 2001, ISBN 958-616-568-X.
- Culpabilidad en derecho penal. Dos cuestiones fundamentales. Bogotá 2003, ISBN 958-616-699-6.
- Sobre la normativización de la Dogmática Jurídico-penal. Madrid 2003, ISBN 84-470-2062-2.
- (mit M. Cancio Meliá) Derecho penal del enemigo. 2a Ed. Madrid 2006, ISBN 84-470-2536-5.
- Dogmática de derecho penal y la configuración normativa de la sociedad. Madrid 2004, ISBN 84-470-2281-1.
- La pena estatal: Significado y finalidad. Madrid 2006, ISBN 84-470-2574-8.